# Eugenio Monti
Eugenio Monti (ur. 23 stycznia 1928 w Toblach, zm. 1 grudnia 2003 w Belluno) – włoski bobsleista (pilot boba). Wielokrotny medalista olimpijski.
Był jednym z najwybitniejszych bobsleistów w historii. Wcześniej uprawiał narciarstwo alpejskie. Brał udział w trzech igrzyskach (IO 56, IO 64 i IO 68, w 1960 bobsleje nie były rozgrywane), na każdych zdobywał po dwa medale: w 1956 srebrne, 1964 brązowe, a w 1968 złote. Wywalczył dziewięć złotych medali mistrzostw świata. Triumfował w dwójkach (1957, 1958, 1959, 1960, 1961, 1963, 1966) i czwórkach (1960, 1961).
W 1964 roku jako pierwszy w historii został uhonorowany medalem Pierre de Coubertina. Podczas igrzysk pomógł swym rywalom w naprawie boba i brytyjska dwójka prowadzona przez Anthony’ego Nasha zdobyła złoty medal.